# 1515 en arts plastiques
| Années des arts plastiques : 1512 - 1513 - 1514 - 1515 - 1516 - 1517 - 1518    |
| Décennies des arts plastiques : 1480 - 1490 - 1500 - 1510 - 1520 - 1530 - 1540 |

Cette page concerne l'année 1515 en arts plastiques.

## Œuvres

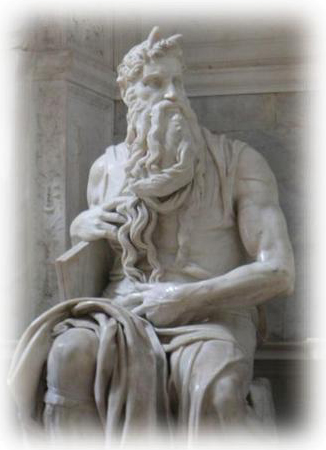
Moïse de Michel-Ange

- Rhinocéros de Dürer, gravure sur bois d'Albrecht Dürer.

## Naissances
- 4 octobre : Lucas Cranach le Jeune, peintre et graveur allemand († 1586),
- ? :
  - Giovanni Battista della Cerva, peintre italien († 27 avril 1580),
  - Benedetto Nucci, peintre italien  († 1587).
  - Guglielmo Della Porta, architecte et sculpteur italien († 1577),
- Vers 1515 :
- Pompeo Landulfo, peintre italien de l'école napolitaine († 1590),
- Gian Antonio Licinio, peintre maniériste italien († 1576).

## Décès
- 5 novembre : Mariotto Albertinelli, peintre italien, né le 13 octobre 1474).
- Date précise inconnue ou non renseignée :
  - Pietro Lombardo, sculpteur et architecte italien, né en 1435.

Vers 1515 :
- Derick Baegert, peintre allemand, né vers 1440.